# Аксель Спаре
Аксель Аксельссон Спаре, (швед. Axel Axelsson Sparre; * 9 січня 1652 р. у м.Вісбю — † 31 травня 1728 р. на своїй власності Брущинд, повіт Вордснес, область Естерйотланд) — шведський граф, фельдмаршал, живописець.

## Життєпис
Син Спаре 6-го від його першого шлюбу.
Спаре став студентом в Уппсалі 1662 р. та добровольцем Лейб-гвардії 1671 р., наступного року вступив на голландську воєнну службу і взяв участь, зокрема, в битві під Сеннеф 1674 р. Був відкликаний того самого року і призначений капітаном піхотного полку фельдмаршала Генріка Горна в Стаде. Після капітуляції Стаде 1676 р. він подався через Ліфляндію до м. Або, звідти по кризі до Стокгольма і далі до армії в Сконе, там він вступив на службу капітаном Лейб-гвардії та брав участь у битві під Ландскроною. Того самого року став підполковником Нерке-Вермландського полку та взяв участь в обороні області Богус наступного року.
У риксдазі 1697 р. розгорнув бурхливу діяльність щодо інавгурації Карла XII. Через два роки його підвищили у званні до полковника Вестерманландського полку, прибув у грудні 1700 р. до шведської армії у Ліфляндії та брав участь у поході Карла ХІІ впродовж наступних років.
Відзначився у битвах біля Західної Двіни та під Клішовим і в численних перестрілках, дослужився 1705 р. до генерал-майора і зробив великий внесок у перемогу під Фрауштадтом наступного року.
У битві під Полтавою 1709 р. він з рідкісною хоробрістю командував однією з чотирьох колон піхоти. Услід за Карлом ХІІ утік до Туреччини, 1710 р. дослужився до генерал-лейтенанта і після заворушення в Бендерах у 1713 р. прийняв командування тамтешнім шведським загоном, відтоді як короля видворили з міста в ув'язнення. Спаре при цьому виконував досить широку роботу щодо звільнення шведських полонених та створення матеріальної бази військ, а також забезпечення матеріальної підтримки королю Станіславу Лещинському та його почтові, при чому він часто одержував кошти в позику під свої особисті гарантії.
У 1713 р. дістав підвищення, ставши генералом від інфантерії та наступного року згідно з розпорядженням прийняв командування військами, що вирушили додому з Туреччини, і супроводжувалися багатьма турецькими кредиторами. Досягши ганноверського кордону навесні 1715 р. він дістав дозвіл короля на лікування своєї подагри, подався до теплої купальні в м. Аахен і був акредитований як надзвичайний та уповноважений посланець у ландграфа Гессен-Касселя. 1717 року від'їхав з особливим дорученням до короля Станіслава в м. Цвайбрюкен та повернувся додому тільки 1719 р. Спаре був прибічником Гессенського дому та енергійно працював на перемогу Фредріка на виборах королем 1720 р. Його прийняли в тому самому році у графський стан, підвищивши 1721 р. до фельдмаршала. У цьому самому році Аксель одружився з Анною Марією Фалькенберг аф Болбю.
Спаре мав запальний характер: 1684 р. він був засуджений на тюремне ув'язнення за те, що витяг шпагу проти командира свого полку полковника Ребіндера. Карлові ХІІ він дуже полюбився своїми пустотливими витівками. Він мав хист до мистецтва і намалював, зокрема, два портрети Карла ХІІ; один (з Бауске, 1701 р.) зберігається у Державному історичному музеї і відтворений у біблії Карла ХІІ, інший (з Бендер, 1712 р.) знаходиться у Гріпсгольмі.
Листування Спаре з Карлом ХІІ 1713—1715 рр. надруковане в Історичному журналі 1900 р. Витяги з листів Спаре до Фабіана Вреде 1700-07 рр. відтворені в Гвардійському архіві, 13 (1840 р.).